# Khaby Lame
Khabane Lame (Dakar, Senegal; 9 de marzo de 2000), conocido como Khaby Lame, es un tiktoker, socialite, humorista, modelo y emprendedor senegalés que reside en Italia. Es principalmente reconocido por ser el tiktoker con más seguidores del mundo así como el primero en Italia y Senegal en superar los 100 millones de seguidores. Debido a sus videos, es reconocido como «el hombre común» dentro de la comunidad virtual.
Con el fin de mostrar en sus videos, gente que realizaban tareas sencillas, a menudo absurdamente complicados, sobre trucos de la vida diaria, Khaby Lame comenzó a publicar su contenido en TikTok en los que él desempeñaba la misma tarea de forma mucho más sencilla y casi siempre termina sus escenas con el mismo movimiento.
Antes de ser tiktoker, Khabane era operario de máquina CNC en una fábrica cerca de Turín, de la que fue despedido, evento tras el cual tuvo que regresar a la casa de sus padres. Tras esto, con el confinamiento de la pandemia decidió dedicarse tiempo completo a subir videos, por lo que publicó su primer video en marzo, inicialmente en italiano, pero con el paso de los meses logró el éxito con su popular señal de manos y mueca facial al señalar la situación diaria. Al año siguiente, tras su éxito fue invitado para comerciales, anuncios y galas.

## Biografía
Khabane Lame nació en Mbacké, Senegal y creció en Chivasso, Italia.
El 6 de junio de 2025, Lame fue detenido en Las Vegas, Estados Unidos , por agentes del Servicio de Inmigración y Control de Aduanas (ICE).  Un portavoz del ICE declaró que Lame ingresó a Estados Unidos el 30 de abril de 2025 y se quedó más tiempo del permitido por su visa, lo que condujo a su arresto. El día de su detención, Lame tuvo la opción de autodeportarse , la cual aceptó y salió de Estados Unidos.

## Carrera
En su primer año como tiktoker, Khaby Lame fue conocido por subir videos con descripciones en italiano, principalmente actuaba movido por situaciones diarias. Khaby Lame también comenzó a publicar otra serie de videos a partir de abril, cuando su cuenta empezó a crecer, comenzó a diversificar el contenido de sus videos, pasando a su habitual forma. En mayo sus videos alcanzaban 2 millones de visitas diarias, impulsados por el algoritmo de la red social.
Khabane registró originalmente una cuenta de TikTok bajo el nombre de "Khaby Lame"; explica que "Khaby" representa su nombre, pero en diminutivo. Después de perder el empleo, sus padres lo veían pasar horas todos los días publicando videos en TikTok en vez de buscar otro trabajo como le habían recomendado. Lame modeló para la revista DluiRepubblica en diciembre de 2020.
El 18 de agosto, Lame apareció como coprotagonista en el anuncio de la Juventus de un nuevo jugador, Manuel Locatelli. El 5 de septiembre de 2021, Khaby Lame obtuvo los 110 millones de seguidores y fue invitado al Festival de cine de Venecia para la proyección de la película Ilusiones perdidas. El 15 de noviembre estuvo en la alfombra roja para la última temporada de la serie italiana, Gomorra. A inicios de diciembre alcanzó la cifra de los 120 millones de seguidores, y en el transcurso de sus videos se presentó junto a futbolistas como Paulo Dybala, Arthur Melo, Vinícius Júnior, Zlatan Ibrahimović, el tenista Novak Djokovic, artistas como Luka Peroš, Oriana Sabatini, Ed Sheeran y otros deportistas como Carlos Sainz Jr, Charles Leclerc ,Stefanos Tsitsipás y el medallista olímpico Gianmarco Tamberi y Usain Bolt. A mediados del mes de diciembre, el cantante camerunés Bovann lanzó una canción denominada "Tanz wie Khaby Lame", que fue del agrado del tiktoker, haciendo dúo en su cuenta de TikTok. El 17 de diciembre logró alcanzar los dos mil millones de "me gusta" en TikTok. Fue el tercer tiktoker más seguido en el mundo, y el italiano más seguido.
A partir de 2021, Lame vive en Milán con su agente, Alessandro Riggio. Aunque ha vivido en Italia desde que era un bebé, todavía no posee un pasaporte o ciudadanía italiana, sino solamente un pasaporte senegalés. Ha declarado: "Sinceramente, no necesito un papel para definirme como italiano". Su patrimonio neto estimado está entre $ 1.3 millones y $ 2.7 millones.  Lame recibió el Premio de la Asociación Nacional de Jóvenes Innovadores (ANGI) por su forma de comunicar.
El 27 de junio del 2022, Khaby logra posicionarse en el puesto 1 de cuenta con más seguidores de TikTok, con 142.5 millones, superando a la estadounidense  Charli D’Amelio, que cuenta con 142.2 millones de seguidores.
En febrero de 2025, Khaby Lame fue nombrado Embajador de Buena Voluntad de UNICEF, en particular por su compromiso con los derechos de los niños y los jóvenes en África.